# Louis Antoine Bacari
Louis Antoine Bacari, nacido en 1755 en París fue un escultor al servicio del rey de Francia y ganador del Premio de Roma en 1780

## Datos biográficos
Alumno del escultor  Félix Lecomte en la Real Academia de Pintura y Escultura de París.
Cuando contaba 25 años, resultó ganador del primer Premio de Roma en 1779 con un bajorrelieve. Estuvo pensionado como residente en la Villa Médici de 1780 a 1784. Siendo director de la academia de Francia en Roma François Ménageot.
Durante su estancia en la Villa se dedicó a la copia del natural. También hizo, por encargo del rey de Francia, Luis XVI,una copia en mármol de un lanzador de disco antiguo (discóbolo), procedente del Vaticano
En 1782, una vez recibidas en París, las primeras obras de Bacari realizadas en Roma, se le exhorta a fijarse más en los motivos de la naturaleza.
Fue cuñado de un escultor llamado Vassé, posiblemente hijo o nieto de Louis-Claude Vassé.